# Jaime Fillol
Jaime Fillol (Santiago del Cile, 3 giugno 1946) è un ex tennista cileno.
È nonno del tennista Nicolás Jarry.

## Carriera
Nei tornei dello Slam ha raggiunto i quarti di finale durante gli US Open 1975, poi sconfitto da Guillermo Vilas, e due finali nel doppio maschile al Roland Garros 1972 e agli US Open 1974.
Nel circuito principale ha vinto ventitré titoli, quindici nel doppio e otto in singolare.
In Coppa Davis ha giocato settantatré match con la squadra cilena vincendone trentuno.

## Statistiche

### Singolare

#### Vittorie (8)
| Numero | Data             | Torneo                                            | Superficie  | Avversario in finale | Punteggio           |
| 1.     | 14 luglio 1968   | Western Championships, Indianapolis               | Terra rossa | Cliff Richey         | 6-1 7-5 6-2         |
| 2.     | 7 febbraio 1971  | Buddy Pontiac International, Washington           | Sintetico   | Thomaz Koch          | 6–1 3–6 6–4 6–7 6–4 |
| 3.     | 30 luglio 1971   | Tanglewood International Tennis Classic, Clemmons | Cemento     | Željko Franulović    | 4-6, 6-4, 7-6       |
| 4.     | 18 agosto 1973   | Tanglewood International Tennis Classic, Clemmons | Cemento     | Gerald Battrick      | 6-2, 6-4            |
| 5.     | 31 maggio 1975   | Düsseldorf Grand Prix, Düsseldorf                 | Terra rossa | Jan Kodeš            | 6–4, 1–6, 6–0, 7–5  |
| 6.     | 14 febbraio 1976 | Dayton Open, Dayton                               | Sintetico   | Andrew Pattison      | 7-5 6-7 6-4         |
| 7.     | 1º marzo 1981    | Mexico City Open, Città del Messico               | Terra rossa | David Carter         | 6-2, 6-3            |
| 8.     | 28 novembre 1982 | ATP Itaparica, Itaparica                          | Sintetico   | Ricardo Acuña        | 7-6, 6-4            |

### Doppio

#### Vittorie (15)
| Numero | Data             | Torneo                                                 | Superficie  | Compagno         | Avversari in finale                | Punteggio        |
| 1.     | 11 novembre 1969 | ATP Buenos Aires, Buenos Aires                         | Terra rossa | Patricio Cornejo | Roy Emerson Frew McMillan          | 6-3, 9-7, 9-7    |
| 2.     | 7 settembre 1970 | South Orange Open, South Orange                        | Cemento     | Patricio Cornejo | Andrés Gimeno Rod Laver            | 6-2, 6-4         |
| 3.     | 23 marzo 1972    | Caracas Open, Caracas                                  | Cemento     | Patricio Cornejo | Jim McManus Manuel Orantes         | 6-4, 6-3, 7-6    |
| 4.     | 27 aprile 1975   | Carolinas International Tennis, Charlotte              | Terra rossa | Patricio Cornejo | Ismail El Shafei Brian Fairlie     | 6–3, 5–7, 6–4    |
| 5.     | 16 febbraio 1976 | Toronto Indoor, Toronto                                | Sintetico   | Frew McMillan    | Aleksandre Met'reveli Ilie Năstase | 6(3)–7, 6-2, 6-3 |
| 6.     | 14 agosto 1977   | U.S. Men's Clay Court Championships, Indianapolis      | Terra rossa | Patricio Cornejo | Dick Crealy Cliff Letcher          | 6-7, 6-4, 6-3    |
| 7.     | 20 novembre 1977 | Santiago Open, Santiago del Cile                       | Terra rossa | Patricio Cornejo | Henry Bunis Paul McNamee           | 5–7, 6–1, 6–1    |
| 8.     | 30 aprile 1978   | Alan King Tennis Classic, Las Vegas                    | Cemento     | Álvaro Fillol    | Bob Hewitt Raúl Ramírez            | 6–3, 7–6         |
| 9.     | 25 novembre 1978 | International Tennis Championships of Colombia, Bogotà | Terra rossa | Álvaro Fillol    | Hans Gildemeister Víctor Pecci     | 6-4, 6-3         |
| 10.    | 11 novembre 1979 | Quito Open, Quito                                      | Terra rossa | Álvaro Fillol    | Iván Molina Jairo Velasco, Sr.     | 6-7, 6-3, 6-1    |
| 11.    | 16 marzo 1980    | Costarica Open, San José                               | Cemento     | Álvaro Fillol    | Anand Amritraj Nick Saviano        | 6-2, 7-6         |
| 12.    | 19 ottobre 1980  | Guangzhou Open, Canton                                 | Sintetico   | Ross Case        | Andy Kohlberg Larry Stefanki       | 6-2, 7-6         |
| 13.    | 29 ottobre 1980  | Japan Open Tennis Championships, Tokyo                 | Terra rossa | Ross Case        | Terry Moor Eliot Teltscher         | 6-3, 3-6, 6-4    |
| 14.    | 6 novembre 1982  | Quito Open, Quito                                      | Terra rossa | Pedro Rebolledo  | Egan Adams Rocky Royer             | 6-2, 6-3         |
| 15.    | 6 febbraio 1983  | Caracas Open, Caracas                                  | Cemento     | Stan Smith       | Andrés Gómez Ilie Năstase          | 6–7, 6–4, 6–3    |